# 奇尔切斯
奇尔切斯，是西班牙瓦伦西亚自治区卡斯特利翁省的一个市镇。总面积14平方公里，总人口2347人（2001年），人口密度168人/平方公里。